# 落っことしパズル とんじゃん!?
『落っことしパズル とんじゃん!?』（おっことしパズル とんじゃん!?）は日本マイコン開発が製作し、ジャレコから販売された、麻雀を題材に扱ったファミリーコンピュータ用のパズルゲーム。1989年9月29日発売。5600円。

## 概要
倉庫番風のパズルゲームで、荷物や壁が麻雀牌で出来ていること、倉庫番でいうゴール地点が穴になっており、複数の牌を画面上の穴に落とせるのが特徴的である。
プレイヤーは同社『ぶたさん』のキャラクターであるぶたさんを操作して、既定のイン数以内に画面上すべてのクリア牌を落とすとクリアとなる。全部で99面、およびクリア後に裏面40面が用意されている。
ゲームは残機制で、すべて失うとゲームオーバーとなる。ゲームオーバー時はコンティニューが可能だが、獲得していた得点は失われての再スタートとなる。序盤と後半の一部の面を除いて、麻雀牌8枚でできたパスワードが表示され、パスワード入力画面で打つことによって同面から再開することができる。この場合、得点や残機は引き継がれる。なお、パスワード入力時に萬子を2つ使用するとその面をプレイできる（例えば98面をプレイしたい場合は、左に九萬、右に八萬を入力する）。
各面クリアのパスワード表示画面では様々な女の子のグラフィックが出現するほか、終盤の面ではプログラマーらしき男が挑戦をかけてくるなど、登場人物はそれなりに存在する。ただし、特にストーリーのようなものは無い。

## 操作
コントローラーの十字キーでぶたさんを動かし、動かせる牌をプッシュ（Bボタン・前に1マス動かす）かパンチ（Aボタン・前に壁端まで押し込む）で押して操作する。
行き詰った場合にはセレクトボタンを押すと「降参」となり、1機失って最初の状態に戻る。
制限時間はないが、スタートボタンでポーズをかけることができる。
ゲーム中に、2コントローラーのAボタンを押す事でBGMの変更、Bボタンを押す事でBGMのON/OFFが可能となっている。

## 流れ
面クリアに必要な「クリア牌」は面ごとに設定されており、複数存在する場合はすべてを落とす必要がある。多くの面では伏せ牌（倉庫番の壁に相当する）で動ける範囲が仕切られており、その中で牌を動かしてクリアを目指すものである。
それぞれの面ごとに、「残イン数」という穴に落とすことのできる残りの数が決められている。この残イン数以内にすべてのクリア牌を落とせばクリアとなり、数に余裕があればクリア牌以外の牌も落とすことができる。逆に、すべてのクリア牌を落とす前に残イン数が尽きるとミスとなり、残機がひとつ失われる。
得点は牌を落とすことによって得られるほか、クリア時の内容によってボーナス点がつく。得点によって変化する内容は存在しない。
クリア時にリザルト画面が表示され、下記の残イン数精算などが行われる。また得点とは別に「評価点」が設けられており、リザルトにおいてクリア時の内容で最大5点が得られる。評価点は10点ごとに残機ひとつに精算される。

### 牌（パイ）
以下はゲーム中でぶたさんが動かせる牌の名称と一覧である。種別は説明書の解説に準拠する。
普通牌
通常の麻雀で使われる萬子・筒子・索子・字牌を指す。1つ落とすと100点が得られる。クリア牌や、後述のボーナス牌・チャンス牌はこれらの内いずれかが使用される。
フィーチャー牌
落とすと高得点が得られる牌。
- アップル牌 - 1000点。林檎の絵柄。
- レモン牌 - 2000点。レモンの絵柄。
- ピーチ牌 - 5000点。桃の絵柄。
- ミート牌 - 10000点。豚の絵柄。

特殊牌
- 失牌（しっぱい） - 0点。魚の絵柄。落とすとその時点で「失敗」と表示されて1ミスとなる。
- もう一牌（もういっぱい） - 100点。とっくりの絵柄。落とすと残イン数が1つプラスされる。

ボーナス牌
各面ごとに設定された普通牌で、落とすと5000点が得られる。
チャンス牌
ボーナス牌と同じく各面ごとに設定される普通牌で、落とすとその面での以後の得点加算が2倍（複数落とす事で最大8倍）になる。この効果はリザルト画面の得点加算まで持続する。

### ボーナス得点
残イン数はクリア時に精算され、1回につき500点のボーナス点となるが、残イン数を使いきってクリアすると5000点のボーナス点が得られるため、高評価を狙う場合は使い切るのが望ましい。
また、その面を残機の損失なしにクリアした場合、ここでノーミスボーナスとして5000点が加算される。このノーミスボーナスと残イン数ボーナスはチャンス牌で増えた倍率の対象になり、ここでも最大で8倍になる。
ほか、特定の面では役満ボーナスが用意されており、麻雀の役満の条件を満たす牌（たとえば大三元なら白3枚・發3枚・中3枚）を落とすと、クリア時に32000点（子の役満点）が発生する。

## 評価
ゲーム誌『ファミコン通信』の「クロスレビュー」では合計20点（満40点）となっている。

## アーケード版
この作品は元々アーケード用作品として発売される予定で、実際にロケテストが行われたものの、発売が中止になっていた作品である。しかし後にNMKと密接な関係にあった韓国のドーヤン社(Dooyong)によって、グラフィックを変更してYAM!YAM!?というタイトル名で発売された。